# أنطوان ووكر
أنطوان ووكر (بالإنجليزية: Antoine Walker)‏ مواليد 12 أغسطس 1976 في شيكاغو، هو لاعب كرة سلة أمريكي سابق بدأ مسيرته الاحترافية في سنة 1996. يبلغ طوله 6 قدم 9 بوصة (2.1 م). اعتزل اللعب في 2012.

## فرق لعب لها
- بوسطن سيلتكس
- دالاس مافيريكس
- أتلانتا هوكس
- ميامي هيت
- مينيسيوتا تيمبر وولفز

## روابط خارجية
- أنطوان ووكر على موقع إن بي أي (الإنجليزية)
- أنطوان ووكر على موقع سبورتس رفرنس (الإنجليزية)
- أنطوان ووكر على موقع كرة السلة الأوروبية.كوم (الإنجليزية)
- أنطوان ووكر على موقع إي إس بي إن.كوم (الإنجليزية)
- أنطوان ووكر على موقع كلية كرة السلة في سبورتس رفرنس.كوم (الإنجليزية)
- أنطوان ووكر على موقع ريلجم (الإنجليزية)
- أنطوان ووكر على موقع بروبوليرز (الإنجليزية)
- أنطوان ووكر على موقع سبورتس رفرنس (الإنجليزية)